# Нора (Випер)
Нора (њем. Nohra) општина је у њемачкој савезној држави Тирингија. Једно је од 32 општинска средишта округа Нордхаузен. Према процјени из 2010. у општини је живјело 886 становника. Посједује регионалну шифру (AGS) 16062039.

## Географски и демографски подаци
Нора се налази у савезној држави Тирингија у округу Нордхаузен. Општина се налази на надморској висини од 212 метара. Површина општине износи 16,1 km². У самом мјесту је, према процјени из 2010. године, живјело 886 становника. Просјечна густина становништва износи 55 становника/km².